# Ubikacja publiczna w Kawakawa

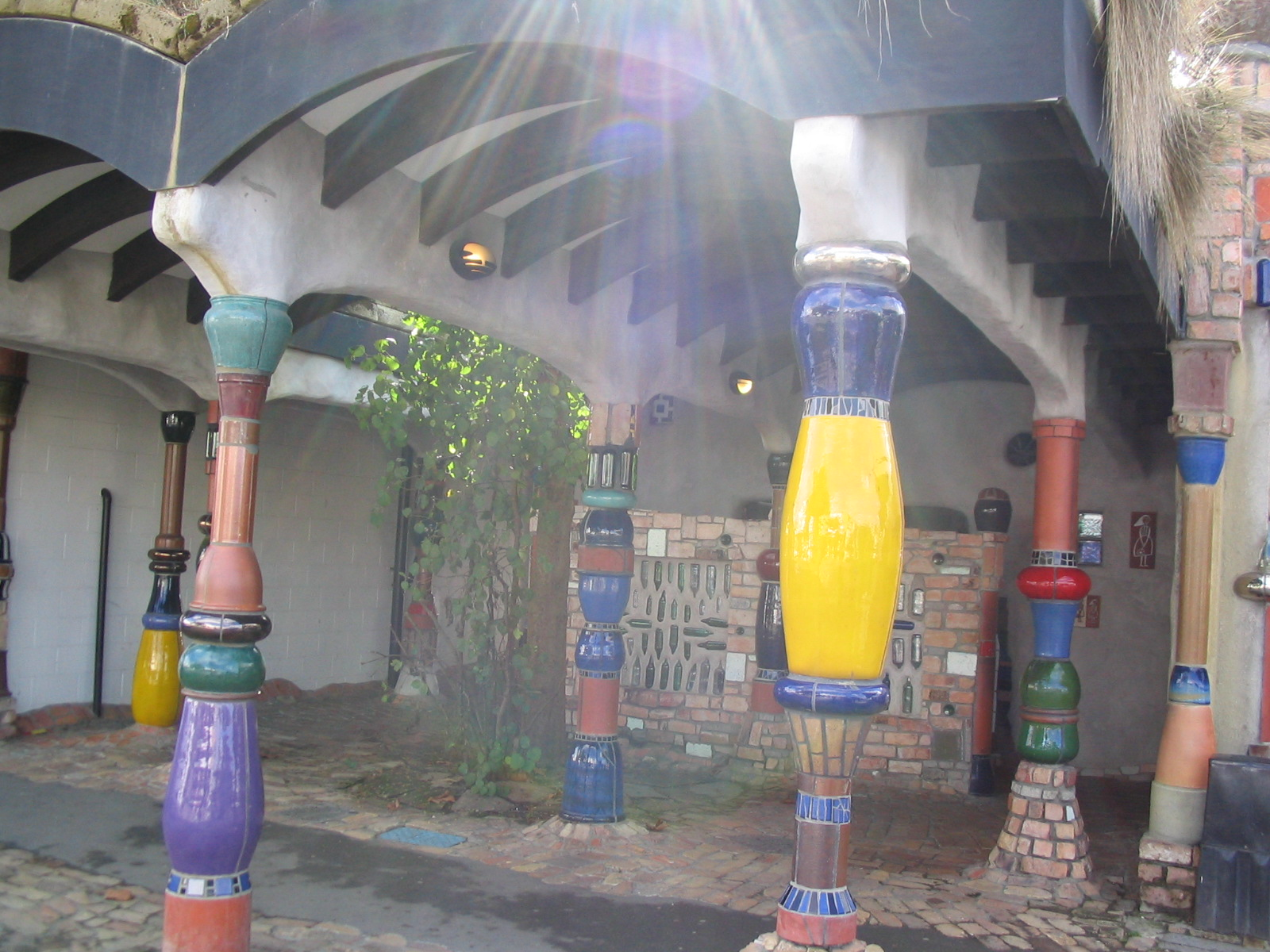
Hall ubikacji publicznej w Kawakawa

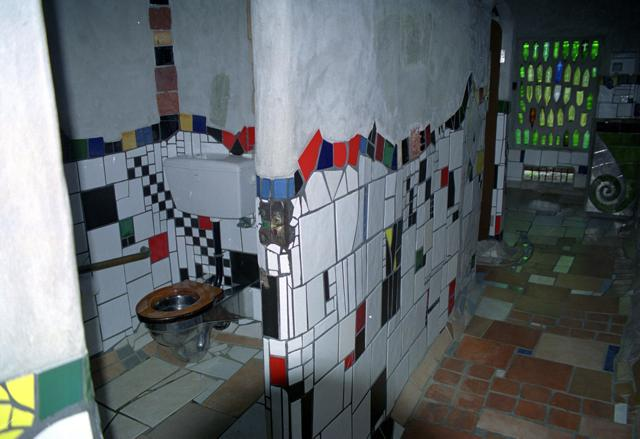
Wygląd jednej z kabin

Ubikacja publiczna w Kawakawa – jedno z dzieł austriackiego architekta Friedensreicha Hundertwassera, umieszczone w nowozelandzkim miasteczku Kawakawa. Jest to jednocześnie jedyne dzieło Hundertwassera powstałe na Półkuli Południowej i prawdopodobnie najczęściej fotografowana ubikacja publiczna na świecie.

## Historia
W roku 1998 radni miejscy w Kawakawa zdecydowali się odnowić starą 40-letnią toaletę miejską położoną w centrum miasta, przy czym Friedensreich Hundertwasser z własnej inicjatywy zobowiązał się zaprojektować jej wygląd i wystrój.
Do projektu użyto płytek ceramicznych, które przygotowali uczniowie Bay of Islands College. Cegły użyte do jej budowy pochodziły z budowy banku Bank of New Zealand.

## Nagrody
Dzieło to otrzymało wiele nagród, m.in. certyfikat Creative Places Awards 2000.